# Aikatsu Friends!
Aikatsu Friends! (アイカツフレンズ！?, Aikatsu Furenzu!) è un media franchise giapponese prodotto da Bandai Namco, successore della serie Aikatsu Stars!. Consiste in un videogioco arcade di carte collezionabili lanciato nell'aprile 2018 e in una serie televisiva anime prodotta da Bandai Namco Pictures e andata in onda su TV Tokyo dal 5 aprile 2018 al 26 settembre 2019.
Un sequel con tutte le protagoniste delle serie precedenti, intitolato Aikatsu on Parade!, è stato trasmesso su TV Tokyo dal 5 ottobre 2019 al 28 marzo 2020 e sul web dal 28 marzo stesso all'11 luglio 2020.

## Trama
Aine Yūki, una studentessa al secondo anno delle scuole medie dell'Accademia Star Harmony nella divisione normale, incontra Mio Minato, top idol coetanea della stessa scuola ma della divisione idol, che la convince a creare un'unione Friends con lei per realizzare il suo sogno di avere "un milione di amici". Durante il loro percorso, Aine e Mio, conosceranno svariate idol come Maika Chōno ed Ema Hinata, anche loro studentesse della medesima scuola. Il loro obiettivo è quello di diventate "Diamond Friends" ed acquisire il rango della Diamond Class come le leggendarie idol Karen Kamishiro e Mirai Asuka, facenti parte del gruppo Friends "Love Me Tear". Nella seconda stagione, dal sottotitolo ~Kagayaki no Jewel~ ed ambientata due anni dopo la prima, una nuova idol, Hibiki Tenshō, approccerà Aine e Mio per poter cercare i "Jeweling Dress", gli abiti più rari dell'Aikatsu System e destinati a poche elette.

## Personaggi

### Protagoniste

#### Pure Palette
Aine Yūki (友希 あいね?, Yūki Aine)
Doppiata da: Akane Matsunaga (ed. giapponese)
È una ragazza al primo anno della scuola superiore dell'Accademia Star Harmony; inizialmente fa parte della divisione normale, ma quando conosce Mio decide di trasferirsi nella divisione idol. Ha un carattere brillante, positivo e possiede un cuore gentile. La sua specialità è farsi molti amici essendo una ragazza molto estroversa ed espansiva, considerando amici sia i suoi fans che gli animali, ma anche i vestiti che indossa durante i live. Il suo motto è "Vieni a me☆" (「どーんとコイ☆」?, "Dōnto koi☆"). È la terza di cinque fratelli e sorelle e aiuta i suoi genitori a gestire il café di famiglia. Durante il secondo anno delle scuole medie decide di creare l'unione Friends "Pure Palette" con Mio. Nell'episodio 42 la loro unione Friends riceve il titolo di "Diamond Friends" dopo aver vinto la Diamond Friends Cup. Nell'episodio 54 riceve il Jeweling Dress del diamante. È una idol di tipo Cute ed il suo colore è il rosa. Il suo brand preferito è "Sugar Melody".
Mio Minato (湊 みお?, Minato Mio)
Doppiata da: Ibuki Kido (ed. giapponese)
Top idol e studentessa al primo anno della scuola superiore dell'Accademia Star Harmony nella divisione idol. Possiede uno straordinario senso della moda e lavora come idol da quando era molto piccola. È la modella principale del giornale "Aikatsu! Style Times". A differenza di Aine, prima di conoscerla era una ragazza solitaria e non amava collaborare con altre persone. Vive da sola in un lussureggiante appartamento poiché i suoi genitori lavorano all'estero. Mio è una grande ammiratrice delle Love Me Tear e desidera diventare come loro. Il suo motto è "È giunto vivido!" (「ビビっと来た！」?, "Bibitto kita!"). Durante il secondo anno delle scuole medie decide di creare l'unione Friends "Pure Palette" con Aine. Nell'episodio 42 la loro unione Friends riceve il titolo di "Diamond Friends" dopo aver vinto la Diamond Friends Cup. Nell'episodio 53 riceve il Jeweling Dress dello zaffiro. È una idol di tipo Cool ed il suo colore è il blu. Il suo brand personale e progettato da lei stessa è "Material Color".

#### Honey Cat
Maika Chōno (蝶乃 舞花?, Chōno Maika)
Doppiata da: Karen Miyama (ed. giapponese)
È una studentessa al primo anno della scuola superiore dell'Accademia Star Harmony nella divisione idol. Possiede molta passione per quello che fa e le piacciono i festival. Ha ottimi riflessi e, oltre ad essere una formidabile ballerina, è anche un'amante del pugilato. La sua aura è molto matura e sensuale e le ha fatto guadagnare notorietà come modella. Il suo motto è "Non si sta facendo emozionante?" (「盛り上がってきたじゃない？」?, "Moriagattekita janai?"). Durante il secondo anno delle scuole medie decide di creare l'unione Friends "Honey Cat" con Ema. È una idol di tipo Sexy ed il suo colore è il viola. Il suo brand preferito è "Dancing Mirage".
Ema Hinata (日向 エマ?, Hinata Ema)
Doppiata da: Yui Ninomiya (ed. giapponese)
È una ragazza al secondo anno della scuola superiore dell'Accademia Star Harmony nella divisione idol. Data la sua passione per la lacrosse cerca di mantenere il giusto equilibrio tra la sua vita da sportiva e quella di idol. Poiché è un anno più vecchia di Aine e le altre ama considerarsi una "sorella maggiore" affidabile. Ema è considerata una cantante grandiosa con uno straordinario senso del ritmo e della perspicace intuizione; nonostante questo è negata nell'utilizzare strumenti elettronici. Il suo motto è "Lascia fare alla sorella maggiore!" (「お姉さんに任せなさい！」?, "Onē-san ni makasenasai!"). Durante il terzo anno delle scuole medie decide di creare l'unione Friends "Honey Cat" con Maika, nonostante inizialmente non vadano molto d'accordo a causa delle loro differenti personalità. È una idol di tipo Pop ed il suo colore è il giallo. Il suo brand personale e progettato da lei stessa è "Colorful Shake".

#### Love Me Tear
Karen Kamishiro (神城 カレン?, Kamishiro Karen)
Doppiata da: Azusa Tadokoro (ed. giapponese)
È un membro della famosa unione Friends "Love Me Tear". Diplomatasi all'Accademia Star Harmony, ha ricevuto un'educazione eccezionale per via delle sue nobili origini; eccelle in varie attività come il tiro con l'arco, la cerimonia del tè, la calligrafia, l'arte di arrangiare i fiori, il kendō, il judo e la cucina dei dolci tradizionali giapponesi. Elegante e sempre sorridente, Karen è considerata un angelo capace di trasmettere amore a chiunque. All'inizio della seconda stagione decide di partire e di viaggiare per il mondo: il suo scopo è quello di trasmettere a più persone possibili il suo amore per le attività delle idol. Giunta in Russia è stata contattata da Alicia, in questo modo le due hanno avuto modo di confrontarsi sul loro passato. Nell'episodio 63 ottiene il Jeweling Dress dell’acquamarina. È una idol di tipo Cute, il suo colore è il rosa chiaro. È l'ideatrice del suo brand personale, "Classical Ange".
Mirai Asuka (明日香 ミライ?, Asuka Mirai)
Doppiata da: Ayaka Ōhashi (ed. giapponese)
È un membro della famosa unione Friends "Love Me Tear". Diplomatasi all'Accademia Star Harmony, è una fashion leader con la passione per tutte le cose che sono una combinazione di unicità e di adorabile bellezza. La si vede spesso fare delle foto per poterle postare su Friendstagram. Mirai lavora sempre sodo per raggiungere i suoi obbiettivi in maniera originale. È conosciuta per essere la modella per eccellenza. Nella seconda stagione il suo obbiettivo diventa quello di far emergere nuove aspiranti idol senza però trascurare la sua carriera, è infatti durante le "Mirai Miracle Audition" che conosce e sceglie Wakaba. Condivide un'amichevole rivalità con Hibiki che sfida spesso ogni volta che la incontra. Nell'episodio 59 ottiene il Jeweling Dress del granato. È una idol di tipo Pop, il suo colore è il rosso. È l'ideatrice del suo brand personale, "Milky Joker", per il quale disegna abiti e oggetti vari.

#### Reflect Moon
Sakuya Shirayuri (白百合 さくや?, Shirayuri Sakuya)
Doppiata da: Emiri Suyama (ed. giapponese)
È una ragazza al secondo anno della scuola superiore dell'Accademia Star Harmony nella divisione idol, ma durante tutta la prima stagione è stata una studentessa dell'Accademia Tsukiyono. Sakuya è la sorella maggiore di Kaguya, sua gemella, con la quale ha formato l'unione Friends "Reflect Moon" durante la prima serie. Ha una personalità determinata e composta, ma in realtà è amichevole e leale. È spesso sorvegliata dalla sorella minore che l'aiuta nella sua carriera da idol. Ha la passione della chiromanzia e gestisce un sito al riguardo chiamato "Il rovescio della Luna" della quale si crede un'abitante. Il suo motto è "Ascoltiamo ciò che dice la Luna." (「お月様に聞いてみましょう。」?, "Otsuki-sama ni kiitemimashou."). Sakuya è una idol di tipo Cool, il suo colore è il blu marino. Il suo brand personale ed ideato da lei è "Luna Witch".
Kaguya Shirayuri (白百合 かぐや?, Shirayuri Kaguya)
Doppiata da: Yūki Kuwahara (ed. giapponese)
È una ragazza al secondo anno della scuola superiore dell'Accademia Star Harmony nella divisione idol, ma durante tutta la prima stagione è stata una studentessa dell'Accademia Tsukiyono. Kaguya è la sorella minore di Sakuya, sua gemella, con la quale ha formato l'unione Friends "Reflect Moon" durante la prima serie. Ama cantare e osservare le stelle. Inizialmente soffriva di un complesso di inferiorità rispetto alla sua sorella maggiore, che ammira con tutta se stessa, prendendosi cura di lei quando serve. Il suo motto è "L'idol più splendente non è altra che la mia sorella maggiore Sakuya!" (「一番輝くアイドルは さくやお姉さまなんですから！」?, "Ichiban kagayaku aidoru wa Sakuya-onēsama nandesukara!"). Dopo la Diamond Friends Cup, Kaguya si ripromette di lavorare sodo per poter diventare una degna Friend per Sakuya. È una idol di tipo Cool, il suo colore è il lavanda. Il suo brand personale ed ideato da lei è "Moon Maiden".

#### I Believe
Hibiki Tenshō (天翔 ひびき?, Tenshō Hibiki)
Doppiata da: Yōko Hikasa (ed. giapponese)
Una Aikatsu! artist coetanea delle Love Me Tear, è stata la prima idol a fare attività di idol nello spazio. Carismatica, matura, e con uno spiccato senso dello stile, possiede un fascino particolare che la contraddistingue. Condivide un'amichevole rivalità con Mirai che sfida spesso ogni volta che la incontra. Il suo motto è "It's! Show Time!" (「イッツ！ショータイム！」?, "Ittsu! Shōtaimu!"). In passato ha partecipato alla Diamond Friends Cup con Alicia ma si è ritirata dopo aver visto la bravura di Karen e Mirai. Nell'episodio 51 ottiene il Jeweling Dress del rubino. Hibiki è una idol di tipo Sexy, il suo colore è il magenta. Il suo brand personale ed ideato da lei è "Heavenly Perfume".
Alicia Charlotte (アリシア・シャーロット?, Arishia Shārotto)
Doppiata da: Saori Ōnishi (ed. giapponese)
È la principessa del regno Sorbet, originaria della Russia e coetanea delle Love Me Tear. Bellissima, ha un'aura distintiva che attrae inconsapevolmente chi la incontra. Ha un fratello minore di nome Charles. Nonostante possa sembrare fredda la sua passione è grande e si impegna sempre in tutto ciò che fa. Il suo motto è "Nessun problema." (「問題ないわ。」?, "Mondai nai wa."). In passato ha partecipato alla Diamond Friends Cup con Hibiki ma si è ritirata per problemi interni al suo regno. È convinta che se mai dovesse lasciare ancora una volta il regno questo ritornerebbe in crisi. Nell'episodio 61 ottiene il Jeweling Dress dello smeraldo. È una idol di tipo Cool, il suo colore è il verde smeraldo. Il suo brand preferito è "Glorious Snow".

#### Baby Pirates
Marin Manami (真波 マリン?, Manami Marin)
Doppiata da: Aimi Tanaka (ed. giapponese)
È un membro dell'unione Friends Baby Pirates con Rinna, il suo brand preferito è Antique Sailor. È arrivata seconda contro le Love Me Tear nella Diamond Friends Cup.
Rinna Shinkai (新海 リンナ?, Shinkai Rinna)
Doppiata da: Akari Kitō (ed. giapponese)
È un membro dell'unione Friends Baby Pirates con Marin, il suo brand preferito è Silky Ocean. È arrivata seconda contro le Love Me Tear nella Diamond Friends Cup.

#### Altri
Wakaba Harukaze (春風 わかば?, Harukaze Wakaba)
Doppiata da: Rin Aira (ed. giapponese)
È considerata la "figlia segreta" di Mirai ed è la vincitrice della "Mirai Miracle Audition". È una grande fan delle Pure Palette e vorrebbe diventare come loro. Ha una voce adorabile e sa imitare perfettamente ogni persona che incontra grazie alla sua personalità "assorbente" e alla sua passione di prendere nota su tutto ciò che le interessa. Quando vede qualcosa di interessate i suoi occhi brillano di passione. Il suo motto è "Wakaba, l'ha memorizzato perfettamente♪" (「わかば、まるっと覚えました♪」?, "Wakaba, marutto oboemashita♪"). Nell'episodio 67 ottiene il Jeweling Dress del topazio. È una idol di tipo Cute, il suo colore è il rosso ciliegia. Il suo brand preferito è "Humming Leaf", ideato appositamente per lei da Mirai.

## Episodi
La serie è formata complessivamente da 76 episodi, divisi in due stagioni, andati in onda su TV Tokyo dall'aprile 2018 al settembre 2019.

### Colonna sonora

#### Sigle
Sigla di apertura
- Arigato ⇄ daijōbu (ありがと⇄大丈夫?), di Aine, Mio from BEST FRIENDS! (Akane Matsunaga, Ibuki Kido) (ep. 1-25)
- Soko ni shikanai mono (そこにしかないもの?), di Aine, Mio from BEST FRIENDS! (Akane Matsunaga, Ibuki Kido) (ep. 26-50)
- Hitori janai! (ひとりじゃない！?), di Aine, Mio, Maika, Ema from BEST FRIENDS! (Akane Matsunaga, Ibuki Kido, Karen Miyama, Yui Ninomiya) (ep. 51-76)

Sigla di chiusura
- Believe it, di Karen, Mirai from BEST FRIENDS! (Azusa Tadokoro, Ayaka Ōhashi) (ep. 1-25)
- Pride (プライド?), di Karen, Mirai from BEST FRIENDS! (Azusa Tadokoro, Ayaka Ōhashi) (ep. 26-50)
- Be Star, di Hibiki from BEST FRIENDS! (Yōko Hikasa) (ep. 51-75)
- Aikatsu Friends! (アイカツフレンズ！?), di Aine, Mio from BEST FRIENDS! (Akane Matsunaga, Ibuki Kido) (ep. 76)